# Walk, Livonia

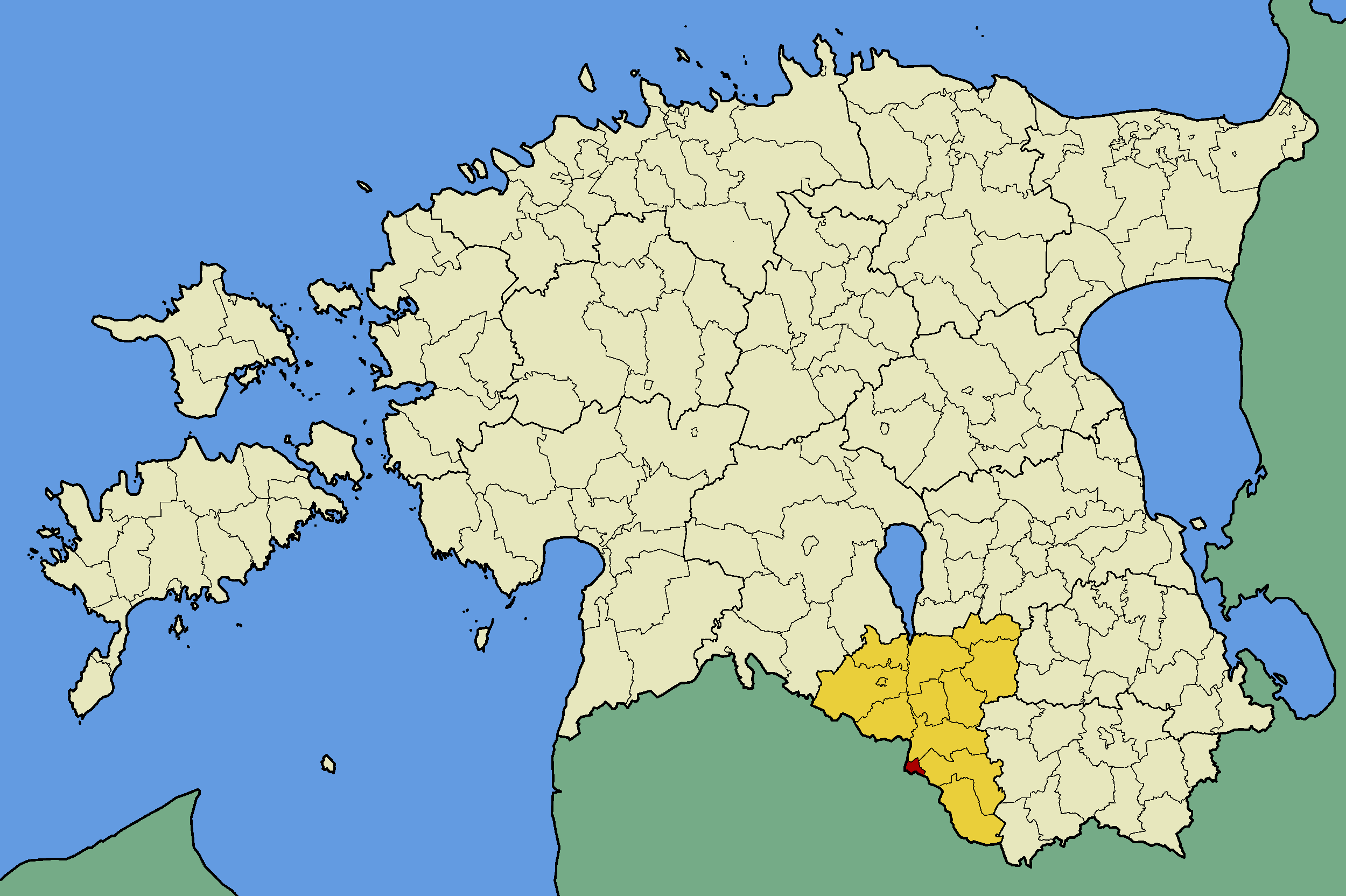
Valga în Estonia

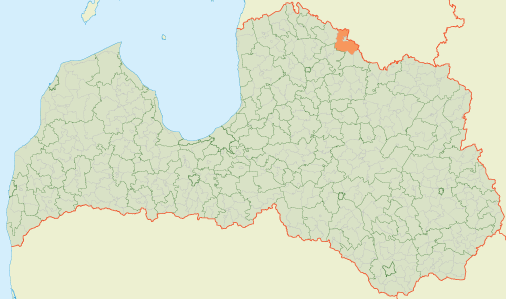
Valka în Letonia

Walk a fost denumirea istorică germană a orașului care a fost împărțit din 1920 în Valga în Estonia și Valka în Letonia. Cele două orașe sunt despărțite de râul Pedeli (sau Pedele), iar cea mai mare parte a orașului istoric se află în Estonia. Până în 1920, Walk a făcut parte din Gubernia Livonia.
Valka și orașul eston Valga sunt gemene, separate de granița estono-letonă, dar folosesc același slogan: „Un oraș, două țări” (1 pilsēta, 2 valstis). Granița care a împărțit orașul livonian Walk a fost marcată în 1920 de o comisie internațională condusă de către colonelul britanic Stephen George Tallents. Odată cu extinderea Acordului Schengen și desființarea frontierei dintre Estonia și Letonia în 2007, s-a anunțat că se va înființa un transport public comun cu autobuzul între Valka și Valga. De asemenea, toate punctele de trecere a frontierei au fost eliminate, gardurile au fost demolate și toate drumurile de acces au fost deschise. În 2016 s-a anunțat că, datorită vieții mai bune și a salariilor mai mari din Estonia, mulți locuitori din Valka s-au înregistrat ca locuitori din Valga.

## Istorie
O localitate numită Walk a fost menționată pentru prima dată în anul 1286. Din 1419 a fost sediul unui landtag al Livoniei medievale (Terra Mariana).
În 1584 i s-au acordat aceleiași drepturi de oraș ca și Riga de către regele polono-lituanian Ștefan Báthory și a intrat sub stăpânirea poloneză. 
În 1626 partea estonă a intrat sub stăpânirea suedeză și aproximativ 100 de ani mai târziu, ambele orașe au devenit parte a Imperiului Rus. 
Cu toate acestea, orașul și-a câștigat importanța abia la sfârșitul secolului al XIX-lea, când seminarul de profesori al regiunii Vidzeme a funcționat aici și, de asemenea, a devenit un important nod feroviar. Mai mult, prima linie de cale ferată cu ecartament îngust de pe teritoriul Letoniei moderne a fost construită de la Valka până la orașul eston Pärnu.
La 23 martie 1902 a fost ales primul primar eston din Valga: Johannes Märtson.
În 1903, Valga a devenit un important centru feroviar, datorită acestui lucru, populația din Valga a crescut rapid. Patru căi ferate treceau prin gara Valga: calea ferată cu ecartament larg Pskov-Valga-Riga, calea ferată cu ecartament larg Valga-Tartu, calea ferată cu ecartament îngust Valga - Ruhja - Pärnu și calea ferată cu ecartament îngust Valga - Mõniste - Ape - Aluksne - Gulbene.
În 1914, în Valga se aflau 5 întreprinderi industriale mai mari cu peste 20 de angajați, în total erau 700 de muncitori, din care 500 în ateliere feroviare. A fost construită o centrală electrică urbană cu o putere de 270 kW.
Valga a fost ocupată de Germania în ianuarie 1918, iar Estonia și-a declarat independența la 24 februarie. Mai târziu în același an, la 15 noiembrie, Letonia a făcut același lucru.
Dezacorduri între cele două țări cu privire la cui aparține Valga / Valka au apărut la scurt timp după ce Letonia și-a proclamat independența. Arbitrajul internațional condus de reprezentantul britanic, colonelul S. G. Tallents la 1 iulie 1920 a stabilit definitiv granița dintre Estonia și Letonia, inclusiv prin a da orașului Valga aproape întreg teritoriul construit al orașului Valka. Valka a primit doar Piața Lugazi și aproximativ 80 de clădiri din lemn. Conform înregistrărilor letone, aproximativ 2.500 de cetățeni letoni s-au mutat din partea estonă. Valga propriu-zisă până la cimitirul Konnaoja și Luke a rămas sub stăpânirea estonă. Ulterior au fost stabilite posturi de frontieră și cele două orașe au fost astfel împărțite timp de 21 de ani până la izbucnirea celui de-al doilea război mondial.
La 15 noiembrie 1917 s-a luat decizia de a proclama Republica independentă Letonia la Valka. Drapelul roșu-alb-roșu al Letoniei a fost ridicat aici pentru prima dată. La 1 iulie 1920 orașul a fost împărțit între nou-născutele state letone și estone.